# اچ‌ام‌اس باسیلیسک (۱۸۴۸)
اچ‌ام‌اس باسیلیسک (۱۸۴۸) (به انگلیسی: HMS Basilisk (1848)) یک کشتی بود که طول آن ۱۹۰ فوت ۰ اینچ (۵۷٫۹ متر) بود. این کشتی در سال ۱۸۴۸ ساخته شد.